# Solidaritat i Unitat dels Treballadors
Solidaritat i Unitat dels Treballadors és una organització sindical de l'estat espanyol autodenominada sindicat de classe.

## Característiques
El sindicat SUT estatutàriament no cobra subvencions ni de l'Estat ni de la Patronal i no té alliberats. Tota la seva activitat es du a terme per afiliats i afiliades en el seu temps lliure i amb els mitjans dels quals disposen. L'única font de finançament són les quotes d'afiliació i les aportacions dels afiliats i afiliades i simpatitzants.
Qualsevol treballador o treballadora assalariat (que no exerceixi funcions repressives o patronals) pot afiliar-se al SUT independentment de les seves posicions polítiques sempre que estigui disposat a defensar els interessos de la classe obrera.
El SUT rebutja sotmetre el moviment obrer organitzat als interessos parlamentaris.
El SUT s'organitza de forma assembleària sobre la base de nuclis territorials, no d'empresa, ram o sector.
El SUT és internacionalista i rebutja tot tipus de racisme, sexisme, nacionalisme o qualsevol altra tendència que intenti separar als elements de la classe obrera.
El SUT té nuclis d'afiliats en diverses parts de l'estat, i locals a Madrid i Barcelona.
Encara que el SUT presenta a vegades candidatures a les eleccions per a la representació unitària dels treballadors, no és aquest el centre de la seva actuació, que tendeix a configurar-se en les empreses a través de les seves seccions sindicals, que es coordinen entre elles a nivell territorial i del sindicat sencer.
Habitualment el SUT qualifica a les organitzacions sindicals que reben subvencions com a Empreses de Serveis Sindicals, en tenir, en la seva opinió, treballadors i treballadores assalariats de la pròpia organització i fer de l'activitat sindical un negoci.
Ha sigut notòria l'organització per part del SUT de vagues com la de Fotoprix, els serveis d'acomodació del Gran Teatre del Liceu i L'Auditori de Barcelonao els museus de Barcelona.

## Origen
Els nuclis de treballadors que van conformar inicialment el sindicat SUT en 1998 ho van fer després de ser expulsats de l'organització Solidaridad Obrera de Madrid, de la qual conformaven entorn del 60% de l'afiliació d'aquell moment, sobretot en el sindicat neteja i oficis varis.
Aquests nuclis van ser expulsats pel corrent dirigent de Solidaridad Obrera, lligada al partit Lucha Autonoma, per oposar-se a supeditar el sindicat a d'altres moviments interclassistes. La part expulsada defensava la independència del sindicat de classe respecte als anomenats moviments socials.